# 존 O. 베넷
존 오러스 베넷 3세(John Orus Bennett III, 1948년 8월 6일, 뉴저지주 리틀 실버 ~ )은 미국의 정치인으로 뉴저지주 주지사 권한대행이다.

## 학력
- 1966 ~ 1968 디킨슨 대학교
- 1970 웨스트버지니아 대학교 이학사
- 1974 시튼홀 대학교 법학대학원 법무박사

## 경력
- 1980.01 ~ 1982.01 제199대 뉴저지 제11구 하원의원
- 1982.01 ~ 1989.05 제200·201·202·203대 뉴저지 제12구 하원의원
- 1989.05 ~ 2004.01 제203~210대 뉴저지 제12구 상원의원
- 1994.01 ~ 2002.01 뉴저지 상원 다수당 대표
- 2002.01 ~ 2004.01 제111대 뉴저지 상원 공동의장
- 2002.01 ~ 2002.01 뉴저지 주지사 권한대행

## 역대 선거 결과
| 선거명        | 직책명                       | 대수  | 정당   | 득표율 | 득표수   | 결과 | 당락               |
| ------------- | ---------------------------- | ----- | ------ | ------ | -------- | ---- | ------------------ |
| 1979년 선거   | 하원의원 (뉴저지 제11선거구) | 199대 | 공화당 | 26.30% | 27,571표 | 2위  | 뉴저지 주의원 당선 |
| 1981년 선거   | 하원의원 (뉴저지 제12선거구) | 200대 | 공화당 | 29.95% | 33,263표 | 2위  | 뉴저지 주의원 당선 |
| 1983년 선거   | 하원의원 (뉴저지 제12선거구) | 201대 | 공화당 | 29.94% | 27,599표 | 1위  | 뉴저지 주의원 당선 |
| 1985년 선거   | 하원의원 (뉴저지 제12선거구) | 202대 | 공화당 | 32.47% | 33,205표 | 2위  | 뉴저지 주의원 당선 |
| 1987년 선거   | 하원의원 (뉴저지 제12선거구) | 203대 | 공화당 | 31.67% | 28,592표 | 2위  | 뉴저지 주의원 당선 |
| 1989년 재선거 | 상원의원 (뉴저지 제12부)     | 203대 | 공화당 | 56.68% | 36,196표 | 1위  | 뉴저지 주의원 당선 |
| 1991년 선거   | 상원의원 (뉴저지 제12부)     | 205대 | 공화당 | 67.23% | 36,629표 | 1위  | 뉴저지 주의원 당선 |
| 1993년 선거   | 상원의원 (뉴저지 제12부)     | 206대 | 공화당 | 65.00% | 43,490표 | 1위  | 뉴저지 주의원 당선 |
| 1997년 선거   | 상원의원 (뉴저지 제12부)     | 208대 | 공화당 | 62.77% | 41,171표 | 1위  | 뉴저지 주의원 당선 |
| 2001년 선거   | 상원의원 (뉴저지 제12부)     | 210대 | 공화당 | 58.76% | 34,464표 | 1위  | 뉴저지 주의원 당선 |
| 2003년 선거   | 상원의원 (뉴저지 제12부)     | 211대 | 공화당 | 42.51% | 19,600표 | 2위  | 낙선               |